# Давидковска река
Давидковска река е река в Южна България, област Смолян, общини Смолян и Баните и област Кърджали, община Ардино, ляв приток на Арда. Дължината ѝ е 36 km. Отводнява югоизточните склонове на най-високата част на Переликско-Преспанския дял на Западните Родопи.
Давидковска река извира под името Иноголу дере на 1578 м н.в., на 1,6 км югозападно от връх Преспа (2000 м) в Переликско-Преспанския дял на Западните Родопи. До село Стърница тече на югоизток, а след това до устието си – на изток в дълбока каньоновидна долина с множество планински меандри. Влива се отляво в река Арда, на 370 м н.в., на около 5 km преди устието ѝ в язовир „Кърджали“.
Реката има широк и слабозалесен водосборен басейн, като площта му е 232 km2, което представлява 4,0% от водосборния басейн на река Арда. Основни притоци: → ляв приток, ← десен приток
- → Бахтерица
- → Глогинско дере
- → Загражденска река
- ← Хенделъка
- → Рибен дол (най-голям приток)
- → Бедженедере

Давидковска река има дъждовно-снежно подхранване. Среден годишен отток при село Давидково 1 m3/s.
По течението на реката в Община Баните са разположени 3 села: Стърница, Давидково и Дебеляново.
На левия приток на реката Глогинско дере е изграден язовир „Давидково“, водите на който се използват за напояване.

## Топографска карта
- Лист от карта K-35-74. Мащаб: 1 : 100 000.
- Лист от карта K-35-75. Мащаб: 1 : 100 000.
- Лист от карта K-35-86. Мащаб: 1 : 100 000.
- Лист от карта K-35-87. Мащаб: 1 : 100 000.